# 郑姝音
郑姝音（1994年5月1日—），生于辽宁丹东，中国女子跆拳道运动员。丈夫赵帅也是跆拳道运动员，参加了里约奥运会男子58公斤级比赛并获得金牌。
2010年夏季青年奧林匹克運動會跆拳道获得女子+63公斤级冠军。2016年参加里约奥运会女子跆拳道67公斤以上级比赛以5-1击败墨西哥选手埃斯皮诺萨获得金牌。
2019年5月，郑姝音参加在英国曼彻斯特进行的世界跆拳道锦标赛，在女子73公斤以上级决赛中，她屡次因东道主选手比安卡·沃克登的争议性动作被迫出界，最终她因被判犯规次数过多而被裁判直接判负，收获银牌。尽管身处对手主场，她仍受到现场观众鼓励。

## 外部連結
- 第25金！跆拳道郑姝音力克西班牙强势夺金（页面存档备份，存于）